# 宝亀克寿
宝亀 克寿（ほうき かつひさ、1946年〈昭和21年〉10月30日 - ）は、日本の俳優、声優。長崎県佐世保市出身。青二プロダクション所属。

## 略歴
長崎県立佐世保北中学校・高等学校卒業。
かつては劇団東演、劇団百鬼座、シグマ・セブン、ぷろだくしょんバオバブ、ケンユウオフィスに所属。2020年1月1日より青二プロダクションに所属。

### キャリア
子供の頃の夢はスポーツ選手であり、高校生の頃から舞台俳優を目指して劇団に入団し、自ら劇団を結成したりしていた。
シナリオを隆慶一郎のところで学んでいたが、舞台稽古の合間にしていた草野球の仲間に声のディレクターがおり、「声優やらないの?」と言われて声優としての活動を始める。声優になるために演技の勉強をしていた。

### 声優として
声優活動を開始してから1年ほど経過し、1か月のスケジュールがほとんど埋まったことで、声優業が本業になったという。
2010年1月に急逝した郷里大輔から『ONE PIECE』のジンベエ役を引き継いだ。同作における本来の役柄として（起用当時）同じく王下七武海の一人だったゲッコー・モリアとの二役になった。その後ジンベエは主人公ルフィ率いる麦わらの一味の9人目の仲間として加入したため、同作におけるメインキャラクターを担当することにもなった。
2014年10月9日、病気療養のため長期入院することになった広瀬正志に代わり、『ガンダムビルドファイターズトライ』のラルさん役を第5話より担当することが公式サイトで公表された。
2024年、山寺宏一、梶裕貴ら他の有名声優26名と共同で、本人に無断で学習・生成される生成AI音声や映像に反対する有志の会として『NOMORE 無断生成AI』を結成した。声明文では「やった覚えのない朗読や歌、そして声そのものが、ネット上に公開され、時に販売」される現状への強い懸念が表明された。

## 人物
一時期、「箒 克朗」（ほうき かつあき）の芸名で活動していた。「箒」はある人物に付けてくれたが、「やっぱり自分に合っていないな」と思い、本名に戻したという。

### 特色
方言は九州弁（佐世保弁）。出演作の『坂道のアポロン』では、出身地である長崎が舞台であることから、方言指導も担当した。現場で作者の小玉ユキが高校の後輩だったことを知ったという。共演者の1人である木村良平は、宝亀について「人気の先生のように、生徒たちに囲まれて、ひとつひとつすごくうれしそうに教えていらっしゃるのが印象的だった」と語っている。2013年時点の宝亀は同窓会などで佐世保に帰郷した時には、必ず色々な人物に「アニメを見るように原作を読むように」と薦めているという。2018年に公開された実写映画版でも俳優として出演した。
音域は渋いバリトン（4オクターブ、裏声含む）。
アニメや海外ドラマで数多くのキャラクターの声を演じている。特に、洋画・海外ドラマのベテラン刑事役にハマり役が多い。悪役を演じている時に届いていたファンレターに「お前もなかなかやるな」と書かれていたりすることもあったという。
声優になった当初、海外の映画俳優に自分の声を当てた際、テレビの中からその人物が自分の声で喋っていたのを見ていた。その時は面白さと感動が入り混じった不思議な感じであったという。
声優になって嬉しかったことは実際にはできない悪者、優しいおじいさん、犬などの役にもなることができることから、どんな人物にもなれるのは楽しいことだという。
これまで数多くのキャラクターを演じているが、キャラクターごとに声の出し方や演技の仕方を変えている。絵を見たところ「このキャラクターは、こういう声だろう」と、直感的にそれぞれ別の声を出しているという。
年齢とともに声が低くなってくるため、何年も続いている作品で、時間が空いたりするとキャラクターの声を忘れてしまうことはあった。昔の声を聞いて思い出したり、その作品の声を聞く人物に違和感がないよう、少し高めに発声するなど、意識して声を当てているという。
他の演者が演じていたキャラクターの声を演じる時は、自分のやり方で行うため、あえて似せようとしないという。ディレクターから「前の方のようにお願いします」と言われるケースもあるようだが、宝亀は言われた事がないという。
収録前に原作を読んだり、自身が声を演じていた作品を見られる時に見ている。2013年時点では中々見る時間がないが、放映されているアニメやビデオも見たりしており、出演していた作品のDVDも送られて来るという。2013年時点で老後は自分の出演しているアニメ作品を大勢で鑑賞しながら、皆に自慢して「これが俺の声だ!」と言いたいという。

### 出演作について
これまでに演じたキャラクターで、特に印象に残っている人物は、周囲からも好評で7年間演じていた海外刑事ドラマ『クローザー』のプロベンザ役と、前述の『ONE PIECE』のジンベエ役を挙げている。ジンベエの熱いセリフがとてもかっこよく、原作者が魂を込めたセリフを言えるのは声優の醍醐味だという。
自身が演じていたキャラクターで一番好きなキャラクターでも『ONE PIECE』のジンベエ役を挙げている。男としての生き様の美学があり、「男として何が大事なのかをよく解っていて、憧れるキャラクターだ」といい、「こんなカッコイイ男を演じられるなんて、役者をやっていて本当によかった」と語る。

### 趣味・嗜好
資格・免許は普通自動車免許、自動二輪車免許。
趣味はギター、ゴルフ、野球。特技は柔道、野球。
子供の頃は『トムとジェリー』、『ポパイ』、『ハリスの旋風』、『あしたのジョー』などのアニメや漫画が好きだった。声優デビュー後に『トムとジェリー』で初めてアニメのキャラクターを演じたこともあり、とても嬉しかったという。

## 出演
太字はメインキャラクター。

### テレビアニメ
1994年
- 魔法陣グルグル（武器屋オヤジ、コッチ村村長）

1995年
- それいけ!アンパンマン（1995年 - 2010年、ドクター・ヒヤリ〈代役〉、パラソルじいさん〈2代目〉、石うす和尚、あめふり鬼〈3代目〉）
- 黄金勇者ゴルドラン（スミインクス）
- スレイヤーズ（頭目、ロディマス）
- ちびまる子ちゃん（1995年 - 2022年、花輪くんのおじいちゃん、親分、鬼塚）
- ふしぎ遊戯（高官A、長老）
- ロミオの青い空（イタリア国王）

1996年
- シンデレラ物語（ピエール、ハンス、ガンディス）
- バーチャファイター（J6-No2）
- はじめ人間ゴン（おじいちゃん、ろうじん）
- B'T-X（B'Tラムウ）
- みどりのマキバオー（立原）

1997年
- EAT-MAN（バルモス）
- スーパーフィッシング グランダー武蔵（1997年 - 1998年、おっさん、トール） - 2シリーズ
- 白鯨伝説（クック）
- 名探偵コナン（1997年 - 2019年、安達僚太、高垣、盛岡道夫、寺林省二、武田勇三、川端四朗、出島壮平、白井実、槌尾広生、大山守蔵、春藤健吾、砂田善三、丹沢道貴、諸岡郡蔵 他）
- 勇者王ガオガイガー（校長先生、モニター音声）

1998年
- カウボーイビバップ（ベイカー・パンチョレロ、バーテン）
- クレヨンしんちゃん（1998年 - 2015年、カラス男、非道外道、根画、職員A、大威張角造）
- 剣風伝奇ベルセルク（敵団長）
- 中華一番!（ラァチェ）
- ドラえもん（テレビ朝日版第1期）（1998年 - 2000年、恐竜ハンター、検事）
- 忍たま乱太郎（1998年 - 、山賊、店主、黒根住鷺太郎、黄昏甚兵衛、豪邸の主人）
- 爆走兄弟レッツ&ゴー!!MAX（ボルゾイ、松武夫）
- MASTERキートン（ジェラルド・ドノバン）
- LEGEND OF BASARA（猩々の一族・長男、松代）
- ロスト・ユニバース（ダーレス）

1999年
- アークザラッド（アンデル・ヴィト・スキア）
- THE ビッグオー（1999年 - 2003年、査問委員、副社長、サム） - 2シリーズ
- 週刊ストーリーランド（借金取り、大泥棒、大国の王）
- ∀ガンダム（テペトル）

2000年
- 幻想魔伝 最遊記（村長）
- Sci-Fi HARRY（ライアル）
- ゾイド -ZOIDS-（グロスコフ）
- ニャニがニャンだー ニャンダーかめん（2000年 - 2001年、サイザンス、らくえもん）
- ファーブル先生は名探偵（ガブリエル）
- BRIGADOON まりんとメラン（客）

2001年
- ゴーゴー五つ子ら・ん・ど（とうりょう）
- サラリーマン金太郎（神永宏）
- 旋風の用心棒（初芝）
- とっとこハム太郎（校長先生）
- ヒカルの碁（中村茂蔵）
- 魔法戦士リウイ（モーロック）

2002年
- 機動戦士ガンダムSEED（ジェラード・ガルシア）
- ギャラクシーエンジェル（2002年 - 2004年、上官） - 2シリーズ
- 十二国記（帷湍）
- 天使な小生意気（コートの男）
- ヒートガイジェイ（ウェイ・ロンリ）

2003年
- ガングレイヴ（ウィッジ、執事トキオカ）
- 高橋留美子劇場（花屋の主人）
- 超ロボット生命体トランスフォーマー マイクロン伝説（グラップ）
- HAPPY★LESSON ADVANCE（大安教頭）
- 人間交差点（小山一郎）
- プラネテス（酔っぱらい）
- フルメタル・パニック? ふもっふ（豹堂）
- 魔法遣いに大切なこと（菊池伊作）
- 無限戦記ポトリス（ゲルト・クランク）

2004年
- かいけつゾロリ（鈴木サンタ）
- サムライチャンプルー（大吾郎）
- ゾイドフューザーズ（団長）
- 爆裂天使（石破間総知事）
- 光と水のダフネ（アレクサンドル・フジヤマ）
- モンキーターン（波多野元太郎）
- MONSTER（2004年 - 2005年、メスナー、掃除夫）
- 焼きたて!!ジャぱん（ドン団長）
- 勇午 〜交渉人〜（ラシッド）

2005年
- アイシールド21（監督）
- おねがいマイメロディ（サンタクロース）
- かみちゅ!（総理大臣）
- ガン×ソード（バリヨ）
- ギャラリーフェイク（ダヴァロス）
- 銀牙伝説WEED（ベン）
- こてんこてんこ（かんしゃく）
- 絶対少年（鈴木平五郎 / ロク〈次回予告時〉）
- 戦国英雄伝説 新釈 眞田十勇士 The Animation（湯浅五助隆貞）
- タイドライン・ブルー（浮きドックの船長）
- ドラえもん（テレビ朝日版第2期）（2005年 - 、神成さん）
- NARUTO -ナルト-（孟宗）
- ブラック・ジャック（2005年 - 2006年、人面瘡、社長）
- 雪の女王（街の男、警備隊長）

2006年
- おねがいマイメロディ 〜くるくるシャッフル!〜（サンタクロース）
- 牙 -KIBA-（バッカム）
- コードギアス 反逆のルルーシュ（2006年 - 2008年、バトレー・アスプリウス） - 2シリーズ
- コヨーテ ラグタイムショー（スワンプ・ゴードン）
- 史上最強の弟子ケンイチ（安永先生）
- 灼眼のシャナ（2006年 - 2012年、“不抜の尖嶺”べへモット） - 2シリーズ
- すもももももも 地上最強のヨメ（九頭竜千太夫）
- ちょこッとSister（父親）
- DEATH NOTE（恐田奇一郎）
- 出ましたっ!パワパフガールズZ（サンタクロース）
- バーテンダー（おでん屋のおやじ）
- 祝!(ハピ☆ラキ)ビックリマン（超法師、墓魔）
- ひぐらしのなく頃に（2006年 - 2007年、北条鉄平） - 2シリーズ
- ブラック・ジャック21（デブン、大臣）
- Project BLUE 地球SOS（ライス大佐）
- まじめにふまじめ かいけつゾロリ（ソーカモネ）
- よみがえる空 -RESCUE WINGS-（内田正）

2007年
- あたしンち（勝義）
- おねがいマイメロディ すっきり♪（サンタクロース）
- 逆境無頼カイジ（背広）
- シグルイ（根尾谷六郎兵衛）
- 獣神演武 -HERO TALES-（猛骸）
- スカルマン（日下公彦）
- DARKER THAN BLACK -黒の契約者-（霧原直泰）
- Devil May Cry（神父）
- デルトラクエスト（巨人、大鷲）
- ぼくらの（小高雄三）
- ポケットモンスター ダイヤモンド&パール（2007年 - 2009年、おじさん、ミツゾー）
- Myself ; Yourself（横井）
- ミヨリの森（巡査）
- ロミオ×ジュリエット（コンラッド）

2008年
- イタズラなKiss（一色菊之助、祖父）
- おねがい♪マイメロディ きららっ★（サンタクロース）
- 君が主で執事が俺で（オーナー）
- ゲゲゲの鬼太郎（第5作）（樹木子）
- 恋姫†無双（主人）
- 古代王者 恐竜キング Dキッズ・アドベンチャー 翼竜伝説（ジャーク）
- ゴルゴ13（セルゲイ・ケルンスキー）
- スレイヤーズ シリーズ（2008年 - 2009年、子供A、ロディマス） - 2シリーズ
- ソウルイーター（怪僧ラスプーチン）
- 墓場鬼太郎（人狼）
- 北斗の拳 ラオウ外伝 天の覇王（アモン）
- ヤッターマン（第2作）（隊長）
- 流星のロックマン トライブ（アガメ）
- ワールド・デストラクション 〜世界撲滅の六人〜（船長、神父）
- ONE PIECE（2008年 - 、ジンベエ〈2代目〉、ゲッコー・モリア） - 1シリーズ + 2作品

2009年
- イナズマイレブン（吉良星二郎）
- グイン・サーガ（タリオ）
- 空中ブランコ（映画監督）
- 蒼天航路（何進）
- NEEDLESS（ヴォンサンガー）
- ねぎぼうずのあさたろう（わさびのさんじ）
- 鋼の錬金術師 FULLMETAL ALCHEMIST（レイブン）

2010年
- 怪談レストラン（お祖父さん）
- 黒執事II（日本人老夫）
- ご姉弟物語（バナナ売りの人、監督）
- さらい屋 五葉（ご隠居）
- スーパーロボット大戦OG -ジ・インスペクター-（バン・バ・チュン）
- STAR DRIVER 輝きのタクト（ウスイ・ケンゾウ）
- たまごっち!（がんこっち）
- ちゅーぶら!!（大熊先生、暴々鳥）
- ヨスガノソラ（一葉の父）

2011年
- ギルティクラウン（供奉院翁）
- TIGER & BUNNY（ベン・ジャクソン）
- NARUTO -ナルト- 疾風伝（キンちゃん）
- ぬらりひょんの孫 千年魔京（鞍馬山の大天狗）
- マイの魔法と家庭の日（立海雷蔵）

2012年
- あらしのよるに 〜ひみつのともだち〜（ボス）
- エウレカセブンAO（大統領）
- GON -ゴン-（オサ）
- 坂道のアポロン（島の神父）※方言指導も担当
- TARI TARI（校長）
- ヨルムンガンド（カリー社長） - 2シリーズ
- リトル・チャロ〜東北編〜（シゲル）
- LUPIN the Third -峰不二子という女-（書記長）

2013年
- 宇宙戦艦ヤマト2199（島大吾）※2012年劇場先行公開
- はたらく魔王さま！（2013年 - 2023年、オルバ・メイヤー、ナレーション） - 3シリーズ
- 魔界王子 devils and realist（キルムーリー）

2014年
- 牙狼〈GARO〉-炎の刻印-（ガルシア）
- ガンダムビルドファイターズトライ（ラルさん〈2代目〉）
- スペース☆ダンディ（パンツ星人）
- トリコ（マーマイ・モイ）
- ブレイク ブレイド（歩兵、重臣B）
- 遊☆戯☆王ARC-V（沢渡の父）
- Re:␣ ハマトラ（ドクトル）

2015年
- 機動戦士ガンダム 鉄血のオルフェンズ（マルバ・アーケイ）
- GANGSTA.（ダニエル・モンロー）
- 乱歩奇譚 Game of Laplace（ムナカタ）
- ルパン三世 PART IV（所長）
- ふうせんいぬティニー（エレファン、サルの社長）

2016年
- アクティヴレイド -機動強襲室第八係- 2nd（雷同）
- うどんの国の金色毛鞠（中島の父）
- ジョジョの奇妙な冒険 ダイヤモンドは砕けない（東方良平）
- テイルズ オブ ゼスティリア ザ クロス（ランドン）
- TRICKSTER -江戸川乱歩「少年探偵団」より-（明智小五郎）
- バッテリー（井岡洋三）
- 無彩限のファントム・ワールド（サーモン王子）

2017年
- ID-0（キンズバーグ教授）
- “栄光なき天才たち”からの物語（岩田）
- モンスターハンター ストーリーズ RIDE ON（デデ爺）

2018年
- メガロボクス（薮沼）
- ゲゲゲの鬼太郎（第6作）（かみなり）
- 食戟のソーマ 餐ノ皿（藤井）
- 銀河英雄伝説 Die Neue These 邂逅（アップルトン）
- イナズマイレブン アレスの天秤（吉良星二郎）
- ゴールデンカムイ（花沢中将）
- からくりサーカス（2018年 - 2019年、梁剣峰）

2019年
- revisions リヴィジョンズ（横山自治会長）
- ポチっと発明 ピカちんキット（テルゾー）
- ロード・エルメロイII世の事件簿 -魔眼蒐集列車 Grace note-（シャルダン）
- バビロン（野丸龍一郎）
- 歌舞伎町シャーロック（2019年 - 2020年、兼古信雄）
- PSYCHO-PASS サイコパス 3（ジョセフ・アウマ）
- ポケットモンスター（2019年 - 2022年、スコーンおじさん）
- アサシンズプライド（クロドール）
- 炎炎ノ消防隊（2019年 - 2025年、オニャンゴ） - 3シリーズ

2020年
- サザエさん
- アサティール 未来の昔ばなし（アブ・ラの父）
- デジモンアドベンチャー:（ミノタルモン）
- ひぐらしのなく頃に業（2020年 - 2021年、北条鉄平） - 2シリーズ
- 進撃の巨人（マーレ外交官）

2021年
- 回復術士のやり直し（奴隷商）
- 境界戦機（佐久間ゲン）
- デジモンゴーストゲーム（マジラモン）

2022年
- 最遊記RELOAD -ZEROIN-（待覚）
- ルパン三世 PART6（友進党幹部）
- 金装のヴェルメイユ〜崖っぷち魔術師は最強の厄災と魔法世界を突き進む〜（学院長）
- 邪神ちゃんドロップキックX（みそ五郎）
- 農民関連のスキルばっか上げてたら何故か強くなった。（ガラン）

2023年
- 逃走中 グレートミッション（2023年 - 2025年、丹波博士）
- MIX MEISEI STORY 2ND SEASON 〜二度目の夏、空の向こうへ〜（戸井田監督）
- ビックリメン（カーン）
- 鴨乃橋ロンの禁断推理（村長）

2024年
- 明治撃剣-1874-（守屋龍三）
- オーイ!とんぼ（クタ） - 2シリーズ

2025年
- 外れスキル《木の実マスター》 〜スキルの実（食べたら死ぬ）を無限に食べられるようになった件について〜（虎髭）
- 全修。（カピタン）
- はーい!ミャクミャクです（おっちゃん）
- ウマ娘 シンデレラグレイ（師範代）

### 劇場アニメ
1996年
- ブラック・ジャック 劇場版（告発者）

1998年
- スプリガン（トルコエージェントA）

2000年
- 機動戦士ガンダム 特別版 I - III（ドレン） - 3部作

2002年
- ギルステイン（ウリュウ・ヤシロ会長）
- パルムの樹（ホタ）
- 名探偵コナン ベイカー街の亡霊（謎の浮浪者）

2003年
- 映画 あたしンち（おじさん）
- 劇場版 とっとこハム太郎 ハムハムグランプリン オーロラ谷の奇跡 リボンちゃん危機一髪!（ヒゲハム）

2004年
- クレヨンしんちゃん 嵐を呼ぶ!夕陽のカスカベボーイズ（へんな顔の男）
- 劇場版 NARUTO -ナルト- 大活劇!雪姫忍法帖だってばよ!!（悪頭大魔王）

2006年
- 銀色の髪のアギト（アゴヒゲ）
- 劇場版ポケットモンスター アドバンスジェネレーション ポケモンレンジャーと蒼海の王子 マナフィ（ザブ）
- ゲド戦記

2007年
- 真救世主伝説 北斗の拳 ラオウ伝 激闘の章（リハク）
- ストレンヂア 無皇刃譚（火丑）

2010年
- 劇場版 ブレイク ブレイド（アイレス、魔動技術士A、士官）

2011年
- 鬼神伝（指揮官）
- 劇場版アニメ 忍たま乱太郎 忍術学園 全員出動!の段（黄昏甚兵衛）

2012年
- 劇場版 TIGER & BUNNY -The Beginning-（ベン・ジャクソン）
- マジック・ツリーハウス（マーリン）

2014年
- 劇場版 TIGER & BUNNY -The Rising-（ベン・ジャクソン）
- 映画ドラえもん 新・のび太の大魔境 〜ペコと5人の探検隊〜（神成さん）

2015年
- 名探偵コナン 業火の向日葵（石嶺泰三）

2016年
- しまじろうのわお! しまじろうとえほんのくに

2017年
- コードギアス 反逆のルルーシュ I・II（2017年 - 2018年、バトレー・アスプリウス） - 2作品

2018年
- ドラゴンボール超 ブロリー（パラガス）

2021年
- 劇場版マクロスΔ 絶対LIVE!!!!!!（村長）

2022年
- ONE PIECE FILM RED（ジンベエ）
- THE FIRST SLAM DUNK（安西光義）

2023年
- 鬼太郎誕生 ゲゲゲの謎

2024年
- 風都探偵 仮面ライダースカルの肖像（園咲琉兵衛）

2025年
- クレヨンしんちゃん 超華麗!灼熱のカスカベダンサーズ（フラグタテルデー）

### OVA
1993年
- ブラック・ジャック（ブロンソン、司令官）

1994年
- キャプテン翼 最強の敵!オランダユース（H・ドールマン）
- 新世紀GPXサイバーフォーミュラZERO（アンリの父）

1995年
- 紺碧の艦隊（小川裕史、九鬼鷹常〈初代〉）

1996年
- 銀河英雄伝説（ビュンシェ中将）

1997年
- サクラ大戦 桜華絢爛（天海）

1998年
- スレイヤーズえくせれんと（宿の主人）

2001年
- HAPPY★LESSON（大安教頭）

2003年
- HAND MAID マイ（勅使河原邦男）

2004年
- 機動戦士ガンダム MS IGLOO - 1年戦争秘録 -（アレクサンドロ・ヘンメ大尉）
- 大YAMATO零号（サーボルト・クゥマ）
- 低俗霊DAYDREAM（太田黒）
- テイルズ オブ ファンタジア THE ANIMATION（高僧）
- HAPPY★LESSON THE FINAL（大安教頭）
- とっとこハム太郎 ハムちゃんずのめざせ! ハムハム金メダル 〜はしれ! はしれ! だいさくせん!〜（ヒゲハム）

2005年
- LAST ORDER FINAL FANTASY VII（老人）

2007年
- 最遊記RELOAD -burial-（待覚）
- 真救世主伝説 北斗の拳 ユリア伝（リハク）
- 装甲騎兵ボトムズ ペールゼン・ファイルズ（裁判長、委員）
- 東京マーブルチョコレート（オッサン）

2008年
- .hack//G.U. TRILOGY（グリン）
- ルパン三世 GREEN vs RED（片山刑事）

2009年
- 百日の薔薇（クラウスの祖父）
- HELLSING（2009年 - 2011年、祖父、ナレーション） - 2作品

2011年
- SUPERNATURAL: THE ANIMATION（サンチェス警部）
- ひぐらしのなく頃に煌（北条鉄平）

2012年
- 史上最強の弟子ケンイチ（安永先生）※単行本46巻OVA付き特別版

### Webアニメ
- イナズマイレブン アウターコード（2016年、吉良星二郎）
- 未来色の風景（2017年、祖父）
- ゴルゴ13×外務省 海外安全対策マニュアル（2018年、寺島）
- 聖闘士星矢: Knights of the Zodiac（2019年、城戸光政）
- 「あなたを一言で表してください」の質問が苦手だ。（2022年、漁師）
- アグレッシブ烈子（2023年、ハイ田父[58]）
- PLUTO（2023年、ハフト）

### ゲーム
1996年
- 王国のグランシェフ
- サクラ大戦（天海）
- 野々村病院の人々（野々村作治）

1997年
- ルパン三世 カリオストロの城 -再会-（ビールの客）

1998年
- EVE The Lost One（デップ大佐）
- 機動戦士ガンダム ギレンの野望（コズン・グラハム）
- 時空探偵DD2 叛逆のアプサラル（小金井浩一郎）
- 爆走兄弟レッツ&ゴー!! エターナルウィングス（ボルゾイ）
- ビーバス&バットヘッド ヴァーチャル・アホ症候群
- 恋愛候補生 STARLIGHT SCRAMBLE（月島重蔵）
- 妖獣戦記2 -黎明の戦士たち-（マクナマラ）

1999年
- スパイロ・ザ・ドラゴン（ナスティ・ノーク、大人のドラゴン）

2000年
- ガンドレス（エンドウ、シュウ）
- 機動戦士ガンダム (PlayStation 2)（ジオン兵）
- 機動戦士ガンダム ギレンの野望 ジオンの系譜（コズン・グラハム）
- 建設重機喧嘩バトル ぶちギレ金剛!!（壇乃浦数清）
- タイニーバレット（エドル）

2001年
- 蚊（山田健一）
- 正義の味方（新田義彦）
- ボカンGoGoGo（大巨神）

2002年
- 機動戦士ガンダム ギレンの野望 ジオン独立戦争記（アダム・スティングレイ、コズン・グラハム）
- サーヴィランス 監視者（ハビエル・ナバロ）
- ラチェット&クランク（デカケツ親父）

2003年
- サクラ大戦 〜熱き血潮に〜（天海）
- マックスペイン（ジム・ブラボーラ、アンジェロ・パンチネロ）
- ラチェット&クランク2 ガガガ!銀河のコマンドーっす（デカケツ親父）

2004年
- スーパーロボット大戦MX（アルベロ・エスト）
- ラチェット&クランク3 突撃!ガラクチック★レンジャーズ（デカケツ親父）

2005年
- 機動戦士ガンダム 一年戦争（赤鼻〈アカハナ〉、ドレン）
- スーパーロボット大戦MX ポータブル（アルベロ・エスト）

2006年
- .hack//G.U.（2006年 - 2007年、グリン） - 3作品
- ワイルドアームズ ザ フィフスヴァンガード（バーソロミュー）

2007年
- SDガンダム GGENERATION（2007年 - 2016年、ドレン、アカハナ、アレクサンドロ・ヘンメ） - 5作品
- エンジェル・プロファイル（サタン）
- 召喚少女 〜ElementalGirl Calling〜（ガンジャン）
- スーパーロボット大戦OG ORIGINAL GENERATIONS（バン・バ・チュン）
- スーパーロボット大戦OG外伝（アルベロ・エスト）
- ひぐらしのなく頃に祭（北条鉄平）
- Microsoft Flight Simulator X
- ラチェット&クランク FUTURE（スラッグ船長、デカケツ親父）

2008年
- 機動戦士ガンダム ギレンの野望 アクシズの脅威（アダム・スティングレイ、コズン・グラハム）
- コードギアス 反逆のルルーシュ LOST COLORS（バトレー・アスプリウス）
- ONE PIECE アンリミテッドクルーズ エピソード1 波に揺れる秘宝（ゲッコー・モリア）
- ONE PIECE ワンピーベリーマッチ（ゲッコー・モリア）
- ラチェット&クランク FUTURE外伝 海賊ダークウォーターの秘宝（スラッグ船長）
- クランク&ラチェット マル秘ミッション☆イグニッション!（デカケツ親父）

2009年
- イナズマイレブン2 脅威の侵略者（吉良星二郎）
- 狼と香辛料 海を渡る風（オイゲン）
- 朧村正（法然）
- 機動戦士ガンダム ガンダムVS.ガンダムNEXT（赤鼻）
- 機動戦士ガンダム ギレンの野望 アクシズの脅威V（アダム・スティングレイ、コズン・グラハム）
- キラ☆キラ 〜Rock'n'RollShow〜（樫原正次）
- ラチェット&クランク FUTURE2（デカケツ親父、スラッグ船長〈スペースラジオ〉）

2010年
- 機動戦士ガンダム エクストリームバーサス（2010年 - 2016年、アカハナ、ドレン） - 5作品
- 戦国BASARA3（南部晴政）
- メトロイド アザーエム（連邦軍司令官）
- ONE PIECE ギガントバトル!（ジンベエ、ゲッコー・モリア）
- ONE PIECE ワンピーベリーマッチW（ジンベエ）

2011年
- 機動戦士ガンダム オンライン（アカハナ）
- STAR DRIVER 輝きのタクト 銀河美少年伝説（ウスイ・ケンゾウ）
- ドラゴンボールヒーローズ（2011年 - 2018年、ドロダボ、パラガス） - 5作品
- ONE PIECE アンリミテッドクルーズ スペシャル（ジンベエ、ゲッコー・モリア）
- ONE PIECE ギガントバトル! 2 新世界（ジンベエ、ゲッコー・モリア）
- ラチェット&クランク オールフォーワン（デカケツ親父）

2012年
- 第2次スーパーロボット大戦OG（アルベロ・エスト）
- ワンピース 海賊無双（2012年 - 2020年、ジンベエ、ゲッコー・モリア） - 4作品
- ワンピース ROMANCE DAWN 冒険の夜明け（ジンベエ、ゲッコー・モリア）

2013年
- KILLER IS DEAD（トミー）
- サウザンドメモリーズ（ヴォルクス）
- ディズニーインフィニティ（ドン・カールトン）
- ヒットマン アブソリューション（ベンジャミン・トラヴィス）
- ONE PIECE アンリミテッドワールド レッド（ジンベエ）
- レゴシティ アンダーカバー（船長〈ウソヒゲ〉、バリー・スミス、ヘンリク・コワルスキー）
- ラチェット&クランク 銀河戦隊Qフォース（デカケツ親父）
- ラチェット&クランク INTO THE NEXUS（デカケツ親父）

2014年
- グランブルーファンタジー（2014年 - 2022年、サンタクロース、ジンベエ）
- コアマスターズ（チェン）
- モット! ソニコミ（荒金司楼）
- ONE PIECE 超グランドバトル! X（ジンベエ、ゲッコー・モリア）
- ONE PIECE ワンピースキングス（ジンベエ、ゲッコー・モリア）

2015年
- 白猫プロジェクト（老賢者）
- ひぐらしのなく頃に粋（北条鉄平）
- Fallout 4（ブラザー・トーマス、アボット、ピックマン 他）

2016年
- バンドやろうぜ!
- 名探偵ピカチュウ 〜新コンビ誕生〜（フランク・ホリデイ）
- ラチェット&クランク THE GAME（デカケツ親父）
- 悠久のティアブレイド -Lost Chronicle-（ガルガド）
- ONE PIECE トレジャークルーズ（2016年 - 2021年、ジンベエ、ゲッコー・モリア）

2017年
- スター・ウォーズ バトルフロントII（ギャリック・ヴェルシオ提督）
- 悠久のティアブレイド -Fragments of Memory-（ガルガド）

2018年
- 機動戦士ガンダム エクストリームバーサス2（2018年 - 2025年、アカハナ） - 4作品
- クイズRPG 魔法使いと黒猫のウィズ（イーロス・ハガー）
- 名探偵ピカチュウ（フランク・ホリデイ）
- 東京放課後サモナーズ（ギュウマオウ、アヴァルガ）

2019年
- スーパーロボット大戦T（バリヨ）
- スーパードラゴンボールヒーローズ ワールドミッション（ドロダボ、パラガス）
- チームソニックレーシング（ドドンパ）
- ドラゴンクエストXI 過ぎ去りし時を求めて S（ダン）

2020年
- KAMEN RIDER memory of heroez（テラー・ドーパント、リクガメヤミー）
- 北斗の拳 LEGENDS ReVIVE（2020年 - 2023年、リハク）
- Demon's Souls（老王オーラント）
- 共闘ことばRPG コトダマン（リハク）
- ブレア・ウィッチ 日本語版（ラニング保安官）

2021年
- うみねこのなく頃に咲 〜猫箱と夢想の交響曲〜（右代宮秀吉〈一部パート〉）
- スーパーロボット大戦DD（2021年 - 2025年、ナブー）
- はじめの一歩 FIGHTING SOULS（猫田銀八）
- スーパーロボット大戦30（バリヨ）
- 機動戦士ガンダム U.C. ENGAGE（アカハナ）

2022年
- ひぐらしのなく頃に 命（北条鉄平）
- コードギアス 反逆のルルーシュ ロストストーリーズ（2022年 - 2023年、バトレー・アスプリウス）
- モンスターストライク（ジンベエ）
- パズル&ドラゴンズ（ジンベエ）
- タクティクスオウガ リボーン（ドナルト・プレザンス）

2023年
- ONE PIECE ODYSSEY（ジンベエ）
- 機動戦士ガンダム アーセナルベース（アカハナ）
- ドラゴンボール レジェンズ（人造人間8号）
- 帰ってきた 名探偵ピカチュウ（フランク・ホリデイ）
- ペルソナ5 タクティカ（中蜂一郎）

### ドラマCD
- アラバーナの海賊たち 幕開けは嵐とともに（ヒンド）
- 英雄伝説III 白き魔女（デュルゼル）
- GANGSTA.（ダニエル・モンロー）
- さらい屋 五葉（ご隠居）
- 千の風になって 〜ウパシとレイラの物語〜（ジジ）
- 長州ファイブ 上・下巻（佐久間象山）
- 研ぎ師伊之助深川噺（文蔵）
- 覇王大系リューナイト CDシネマ「カイオリスへの旅立ち」第2章 - 第4章（グレーガス）
- GファンタジーコミックCDコレクション ファイアーエムブレム暗黒竜と光の剣（村長、マケドニア隊長）
- BE×BOY CD COLLECTION 疵 スキャンダル（篠田雄一郎）
- ひぐらしのなく頃に（北条鉄平）
- 百器徒然袋（雲井孫吉）
- ポーの一族 第2巻・第4巻・第5巻（オービン卿）
- 魔人探偵脳噛ネウロ（天知英生）
- 熱砂の王（ジャール）

### 吹き替え

#### 映画（吹き替え）
- アート・オブ・ウォー（チャン〈ケイリー＝ヒロユキ・タガワ〉）※テレビ朝日版
- アーネスト キャンプに行く!
- アーミクロン（アンカー〈ダイア・マクヘンリイ〉）
- 愛と精霊の家
- アイドル 欲望の餐宴（ロジェ・カステラック〈ジャン＝ポール・ルシヨン〉）
- 愛の拘束（ディアズ警部〈ホルヘ・セルヴェラ・Jr.〉）
- アウト・オブ・タウナーズ（ウェルストン氏〈ジョゼフ・メイハー〉）
- アウト・フォー・ジャスティス（バーテンダー）※テレビ朝日版
- 青いドレスの女（ミラー刑事）
- 蒼き獣たち（シン〈シン・フイオン〉）
- 悪の法則（ヘフェ〈ルーベン・ブラデス〉）
- 悪魔のくちづけ（医師〈ドナル・マッキャン〉）
- 悪魔を憐れむ歌（ルー刑事〈ジェームズ・ガンドルフィーニ〉）※ソフト版
- アサインメント（アモス〈ベン・キングズレー〉）※テレビ朝日版
- アステロイド/最終衝撃（ジョーンズ提督〈エド・オブライエン〉）※テレビ朝日版
- アストロ・コップ（レスター）
- アップサイドダウン 重力の恋人（アルバート〈ブル・マンクマ〉）
- アデル/ファラオと復活の秘薬（大統領〈ジェラール・シェーユ〉）
- アトミック・トレイン
- アトミック・ハザード
- アトミックミッション
- アドレナリン（スターンズ〈アンドリュー・ディヴォフ〉）
- アニマルファーム（ピルキントン〈アラン・スタンフォード〉）
- アバランチ・インフェルノ（ゲイリー〈R・リー・アーメイ〉）
- アポロ13（ウォルター・クロンカイト）※ソフト版
- 甘い人生
- アメリカの災難（フリッツ・ブンドロー〈デヴィッド・パトリック・ケリー〉）
- アメリカン・パロディ・シアター（ブラッキー、リップ・テイラー、ビデオ屋の店員〈ラス・メイヤー〉）
- アメリカン・ミー（ペドロ・サンタナ）
- 阿羅漢（スーマ将軍〈司馬卓然〉）※ソフト版
- アリス・イン・ワンダーランド（ドードー鳥〈マイケル・ガフ〉）※フジテレビ版
- アルマゲドン（ベアー〈マイケル・クラーク・ダンカン〉）※フジテレビ版
- アルマゲドン2012（ザルコウスキ博士〈ジェリー・レッギオ〉）
- アレックス（元肉屋〈フィリップ・ナオン〉）
- 暗殺者（タクシー運転手）※ソフト版
- アンダーカバー・ブルース/子連れで銃撃戦!?
- アンダーグラウンド・インフェルノ（ホームレス）
- アンダーワールド（ウィル・キャシディ〈エイブ・ヴィゴダ〉）
- アントワン・フィッシャー きみの帰る場所（ジェームズ・エルキンズ〈アール・ビリングス〉）
- E.T. ※DVD版
- イエスタデイ、ワンスモア（探偵〈ホイ・シウホン〉）
- 怒りの河（ジェレミー・ベイル）※ソフト版
- 1941（ホリス・P・ウッド〈スリム・ピケンズ〉）※BD版
- いつも隣にいてほしい
- いまを生きる（ニールの父〈カートウッド・スミス〉）※フジテレビ版
- イレイザー（トニー・トゥートーズ〈ジョー・ヴィテレリ〉、フレディアーノ）※日本テレビ版
- イン&アウト（カール〈ケヴィン・チャンバーリン〉）
- インヴィンシブル 栄光へのタッチダウン（フランク・パパーリ〈ケヴィン・コンウェイ〉）
- インデペンデンス・デイ（ラッセル・ケイス〈ランディ・クエイド〉[81]）※テレビ朝日版
- インプラント（ブース〈ジェイ・ブラゾー〉）
- 陰謀のセオリー（フリップ〈テリー・アレクサンダー〉）※テレビ朝日版
- ヴァニシング・チェイス（ハーシー・ライリー〈ダニー・グローヴァー〉）
- ヴァルカン（グレッグ・ミッチャム〈ヴァーノン・ウェルズ〉）
- ヴァンパイア・イン・ブルックリン ※VHS版
- ヴァンパイア・ハンター
- ヴィクトリー 遥かなる大地（ショーンバーグ〈ジャン・ヤンヌ〉）
- ヴィクトリア女王 最期の秘密（バーティー〈エディー・イザード〉）
- ウィズアウト・ユー（サル〈フランク・ヴィンセント〉）
- ヴィドック
- WIN WIN ダメ男とダメ少年の最高の日々（スティーブン・ヴィッグマン〈ジェフリー・タンバー〉）
- ウォーク・ザ・ライン/君につづく道（ロイド・パーヴィス）
- ウォーク・ハード ロックへの階段（マハリシ・マヘーシュ・ヨーギー）
- ウォーターワールド（保安官〈R・D・コール〉、パイロット〈ジャック・ブラック〉）※ソフト版
- 歌え!ロレッタ愛のために（アーネスト・タブ）
- 裏切り者（エリオット・ゴルウィッツ、サル・ディシピオ）
- ウワサの真相/ワグ・ザ・ドッグ（ジョニー・グリーン〈ウィリー・ネルソン〉）
- エアフォース・ワン（アクセルロッド大佐）※ソフト版
- 英国王のスピーチ（ウィンストン・チャーチル〈ティモシー・スポール〉[82]）
- エイリアン2（アポーン軍曹〈アル・マシューズ〉）※テレビ朝日デジタルリマスター版
- エスケープ・フロム・L.A.（ダーティ・サージェント）
- Xファイル ザ・ムービー（コンラッド・ストラグホールド〈アーミン・ミューラー＝スタール〉）※ソフト版
- エディ&マーティンの逃走人生（アバナシー所長、ウィンストン・ハンコック〈クラレンス・ウィリアムズ3世〉）
- エド・ウッド
- エニイ・ギブン・サンデー（モンテズマ・モンロー〈ジム・ブラウン〉）※テレビ朝日版
- NSFW 絶対消去（アラン・エメリッヒ〈クリスチャン・クレメンソン〉）
- エネミー・オブ・アメリカ（ブリル〈ガブリエル・バーン〉）※フジテレビ版
- エレクション（ロング・ガン）
- エントラップメント（警備主任）※テレビ朝日版
- オーストラリア（キプリング・フリン〈ジャック・トンプソン〉）
- オータム・イン・ニューヨーク（マイケル）
- オールド・ルーキー（レイ）
- オーロラの彼方へ（消防署）※日本テレビ版
- おかしな二人2（リコ）
- 男たちの挽歌4（ピウ〈チャン・チーファイ〉）
- 男と女の不都合な真実（スチュアート〈ニック・サーシー〉）
- 鬼教師ミセス・ティングル（ウェンチェル・コーチ〈ジェフリー・タンバー〉）
- おまけつき新婚生活（ケネス〈ハーヴェイ・ファイアスタイン〉）
- 俺は飛ばし屋/プロゴルファー・ギル（ラーソン〈リチャード・キール〉）
- ガール6（ロニー）
- ガールファイト（ドン）
- 怪獣大決戦ヤンガリー
- カジノ（アンディ・ストーン〈アラン・キング〉）
- 風と共に去りぬ（ピーターおじさん、ジョニー・ギャラガー）※ソフト版
- カナディアン・エクスプレス（車掌）※フジテレビ版
- 彼女はホログラム・スター
- ガルガメス（フッティ）
- 華麗なるギャツビー（マイヤー・ウォルシャイム〈ハワード・ダ・シルバ〉）※ソフト版
- カントリーベアーズ（ヘンリー・ディクソン・テイラー〈ケビン・マイケル・リチャードソン〉）
- カンフー・プリンセス・ウェンディー・ウー（メディナ先生〈ジェームズ・ゲイリン〉）
- 危険な天使たち（校長先生）
- 危険な動物たち（ビル）
- 奇跡の旅2/サンフランシスコの大冒険（ラッキー・ラソーダ〈トミー・ラソーダ〉）
- Gifted/ギフテッド（エドワード・ニコルズ判事〈ジョン・M・ジャクソン〉）
- ギフト（アルバート・ホーキンズ〈ジョン・ビーズリー〉）
- キャスパー:誕生編（デイヴ〈ブライアン・ドイル＝マーレイ〉）
- キャデラック・レコード 音楽でアメリカを変えた人々の物語（ウィリー・ディクソン〈セドリック・ジ・エンターテイナー〉）
- キャプテン・アメリカ:ブレイブ・ニュー・ワールド（イザイア・ブラッドリー〈カール・ランブリー〉[83]）
- ギャング・オブ・ニューヨーク（P・T・バーナム）※ソフト版、（ハッピー・ジャック〈ジョン・C・ライリー〉）※日本テレビ版
- ギャングスター・ナンバー1（55歳のギャングスター〈マルコム・マクダウェル〉）
- 恐怖の報酬（ペピート・ヘルナンデス）※テレビ東京版
- 緊急接近ZONE（ディック・アルソープ〈ベン・ギャザラ〉、ネクター・ラクビアン）
- 緊急呼出し エマージェンシー・コール（サントス警部）
- キング・オブ・ハーレー（ヴァージル〈レオン・リッピー〉）※テレビ東京版
- グース（サム・タフツ）※ソフト版
- クールマネー（ビンガム警部補、レイモンド・ジフ判事）
- クイック&デッド（スカーズ）※ソフト版
- クイックシルバー（レン〈ビル・ナン〉）
- 偶然の恋人（ジム・ウィラー〈ジョー・モートン〉）
- クッキー・フォーチュン（ウィリス・リッチランド〈チャールズ・S・ダットン〉）
- グッド・ウィル・ハンティング/旅立ち（マローン判事）
- グッド・ガール バッド・ガール（コスター警部）
- グッドモーニング・プレジデント（チャ・チャンミョン）
- クライング・フリーマン（ヤクザ〈ヒロ・カナガワ〉）
- クラッシュ・ザ・タンカー/流出危機（ラリー・ディトリク〈ボブ・ガントン〉）
- クリビアにおまかせ!（ヘリットの祖父）
- クリムゾン・タイド（ウィリアムズ提督、ロノ〈マーク・クリストファー・ローレンス〉）※ソフト版
- クリムゾン・リバー（道路管理の男〈フィリップ・ナオン〉）※フジテレビ版
- クルーシブル（ジャイルズ・コーリー〈ピーター・ヴォーン〉）
- 狂っちゃいないぜ（レオ・モートン）
- グレイスランド（ヘインズ保安官〈ジョン・アイルワード〉）
- グレイテスト・ゲーム（テッド・レイ）
- クレイマー、クレイマー（ジョン・ショーネシー〈ハワード・ダフ〉）※BD版
- グレン・ミラー物語（ルイ・アームストロング）※テレビ東京版
- グローリー・ロード（ロス・ムーア）
- 黒馬物語 ブラック・ビューティー（ルーベン・スミス〈アラン・アームストロング〉）
- ケーブルガイ（警官〈チャールズ・ネイピア〉）
- 激流（フランク〈ウィリアム・ラッキング〉）※ソフト版
- ゲス・フー/招かれざる恋人（ハワード・ジョーンズ）
- ゲット スマート（シュターカー〈ケン・デイヴィシャン〉）※テレビ朝日版
- ゴースト&ダークネス（ロバート・ボーモン卿〈トム・ウィルキンソン〉）
- ゴースト・オブ・ミシシッピー
- ゴースト・ブラザー/天国から来たヒーロー（ジェームズ・タイラー）
- ゴッド・ギャンブラー レジェンド（ベンツ〈ホイ・シウホン〉）
- コップス&ロバーソン（テッド・コーベット警部〈M・エメット・ウォルシュ〉）
- この森で、天使はバスを降りた（ゲイリー・ウォルシュ保安官〈ゲイラード・サーテイン〉）
- コレリ大尉のマンドリン（スタマティス）
- 古惑仔シリーズ（フェイ〈アンソニー・ウォン〉）
  - 古惑仔II 欲望の街 台湾立志伝
  - 古惑仔III 新・欲望の街 古惑仔疾風、再び
  - 古惑仔IV 新・欲望の街 97古惑仔・最終章
- コンゴ（カヘガ〈アドウェール・アキノエ＝アグバエ〉）※フジテレビ版
- コンスタンティン（ギャレット神父）※テレビ朝日版
- search/サーチ2（ハビエル・ラモス〈ジョアキム・デ・アルメイダ〉）[84]
- 13F（トム・ジョーンズ〈ジェレミー・ロバーツ〉）
- 最'愛'絶叫計画（バーニー・ファクヤドー〈フレッド・ウィラード〉）
- 最後の追跡（マーカス〈ジェフ・ブリッジス〉）
- 最終絶叫計画4（ソウ〈クレイグ・マジン〉、ジャミソン〈アロンゾ・ボデン〉）
- 西遊記リローデッド（亀大臣〈ユン・ワー〉）
- ザ・インターネット（スタン・ホワイトマン）※ソフト版
- ザ・エージェント（マット〈ボー・ブリッジス〉）※ソフト版
- ザ・グリード（ハノーバー〈ウェス・ステュディ〉）※ソフト版
- ザ・スピリット（ドーラン〈ダン・ラウリア〉）
- 殺人療法（マクワイン警部補〈ピーター・ボイル〉）※VHS版
- ザ・ディレクター ［市民ケーン］の真実（ルイス・B・メイヤー〈デヴィッド・スーシェ〉）
- サハラ戦車隊（ジュセッペ）※ソフト版
- サバンナ スピリット 〜ライオンたちの物語〜（ハリー〈ジョン・ハート〉）
- ザ☆ビッグバン!!（サイモン・ケストラル〈サム・エリオット〉）
- ザ・ファーム 法律事務所（ソニー・キャップス〈ジェリー・ワイントローブ〉）※ソフト版、（ジョーイ・モロルト〈ジョー・ヴィテレリ〉）※フジテレビ版
- さらば英雄/愛と銃撃の彼方に（デヴィッド）
- ザ・ロック（フィル、フランシス・レイノルズ〈ウィリー・ガーソン〉）※ソフト版
- G.I.ジェーン（ギャロー大将、ホーストレーダー）※フジテレビ版
- シェーン（サム・グラフトン〈ポール・マクヴィ〉）※スター・チャンネル版
- ジェイド（ピーティ・ヴァスコ）
- ジェヴォーダンの獣（モランジアス伯爵〈ジャン・ヤンヌ〉）
- ジェシカおばさんの事件簿/南南西に進路を取れ（ジム・サンライズ）
- 史上最大の作戦（コリン・モード大佐〈ケネス・モア〉）※テレビ東京版
- シックス・デイ（マーシャル〈マイケル・ルーカー〉）※ソフト版
- シティ・スリッカーズ2/黄金伝説を追え（マット）
- シャーロック・ホームズ（スタンディッシュ大使〈ウィリアム・ホープ〉）※テレビ朝日版
- ジャイアント・ベビー（スミッティ〈ケネス・トビー〉）※日本テレビ版
- ジャッキー・ブラウン（ウィンストン〈タイニー・リスター・Jr.〉）
- ジャッジ・ドレッド（パパ・エンジェル〈スコット・ウィルソン〉、ガイガー〈イアン・デューリー〉）※ソフト版
- ジャングル・ジョージ2（ライオン〈マイケル・クラーク・ダンカン〉）
- ジャングル・ブック 少年モーグリの大冒険（マーフィー〈ロディ・マクドウォール〉）
- シャンプー台のむこうに（トニー市長〈ウォーレン・クラーク〉）
- 12人の怒れる男（陪審員5番）
- 12人の怒れる男/評決の行方（陪審員11番〈エドワード・ジェームズ・オルモス〉）※VHS版
- ショーシャンクの空に（エルモ・ブラッチ）※ソフト版
- ジョーズ（ベン・ガードナー）※ソフト版
- ジョニー・デスティニー（ヴィニー・ヴィディヴィッチ〈アレン・ガーフィールド〉）
- 白い刻印（エヴァン・トワンブレー、フランキー・ラコイ〈クリストファー・ハイアーダール〉）
- 真実の行方（ワイル博士）
- 新・ぼくはむく犬（ローラースケート場のアナウンサー〈リチャード・レイン〉）
- ズーランダー（モーリー・ボールスタイン〈ジェリー・スティラー〉）
- 酔拳2（フク・マンケイ〈ラウ・カーリョン〉）※ソフト版
- スキャンダル（ロジャー・エイルズ〈ジョン・リスゴー〉）
- スクリーム2（ハートリー〈ルイス・アークウェット〉）
- スターゲイト コンティニュアム ザ・ムービー（ジョージ・ハモンド将軍〈ドン・S・デイヴィス〉）
- スタートレック ジェネレーションズ（クリンゴン人〈ブライアン・トンプソン〉）
- スタスキー&ハッチ（ビービー、ジェフ、ハッチ〈デヴィッド・ソウル〉）
- スティーブ・マーティンのSGT.ビルコ/史上最狂のギャンブル大作戦（コリン・ソーン少佐〈フィル・ハートマン〉）
- スティールシャークス（グレゴロフ〈ロバート・ミランダ〉、ラーキン提督）
- スティル・クレイジー（ヒューイ〈ビリー・コノリー〉）
- ステルス・フォース（レイノルズ大尉〈フレッド・ウィリアムソン〉）
- ステルスvsステルス エグゼクティブコマンド（ペンドルトン提督〈フレデリック・フォレスト〉）
- ストーカー（ラリー〈ニック・サーシー〉）
- ストーカー/狂気の罠（ウィリアム〈ディーン・ストックウェル〉）
- ストーリー・オブ・ラブ（アーニー・ジョーダン〈レッド・バトンズ〉）
- ストリートファイター（ザンギエフ〈アンドリュー・ブリニアースキー〉）※ソフト版
- スパイゲーム（ロマノフ〈フェオドール・アトキン〉）
- スパイ・ハード（スティーヴ・ビショップ〈ロバート・ギローム〉、バス運転手〈レイ・チャールズ〉）
- スピーシーズ4 新種覚醒（リーランド・フィスク）
- スピード（ボブ）※ソフト版
- スピード2（ボラード船長〈ボー・スヴェンソン〉）※フジテレビ版
- スフィア（ヘリコプターのパイロット〈ヒューイ・ルイス〉）
- スペシャリスト（ジョー・レオン〈ロッド・スタイガー〉）※ソフト版
- スモール・ソルジャーズ（ニック・ニトロ〈クリント・ウォーカー〉）※日本テレビ版
- スリーピー・ホロウ（巡査部長〈アラン・アームストロング〉）※テレビ東京版
- スリル/ジェットコースター爆破計画（ノーム〈ビル・コッブス〉）
- セブン（カリフォルニア〈ジョン・C・マッギンリー〉）※テレビ東京版
- セブン・イヤーズ・イン・チベット（中国の代表〈ヴィクター・ウォン〉※フジテレビ版、（ハンス・ローベンホッファー）※ソフト版
- セルラー（イーサン〈ジェイソン・ステイサム〉）※ソフト版
- 戦場のピアニスト（イェフード）
- 潜入黒社会（ティン〈エリック・ツァン〉）
- ソードフィッシュ（ビリー・ジョイ副長官〈ザック・グルニエ〉）※日本テレビ版
- 相続人（ディクソン・ドス〈ロバート・デュヴァル〉）※ソフト版
- ゾルタン★星人（ピザコリ）
- ダーク・フェアリー（ハリス〈ジャック・トンプソン〉）
- ダークマン（ポーリー）※テレビ朝日版
- ダークマン2（パーキンス）※ソフト版
- ターミナル・ベロシティ（サム）※ソフト版
- 第一容疑者（エイブ・フォアマン）
- 第三双生児（ベリントン・ジョーンズ〈ラリー・ハグマン〉）
- タイタニック（主任 ヘンリー・J・ベイリー〈ロン・ドナキー〉、パブの主人）※フジテレビ版
- タイタンズを忘れない（デイ博士）
- ダイ・ハード3（ジョー・ランバート〈グラハム・グリーン〉）※フジテレビ版
- 宝島（ブラック・ドッグ〈フランシス・デ・ウルフ〉）※DVD版
- タキシード（ジェームス・ブラウン）
- 007 トゥモロー・ネバー・ダイ（ヘンリー・グプタ〈リッキー・ジェイ〉）※フジテレビ版
- ダブル・テイク（ガルシア警部）
- ダンス・ウィズ・ウルブズ ※テレビ朝日版
- ダンス・ウィズ・ミー（フェルナンド）
- 小さな贈りもの（黒人警官〈アール・ビリングス〉）
- 小さな目撃者（コック）
- チェーン・リアクション（アリステア・バークレイ博士、ニック〈ロン・ディーン〉）※テレビ朝日版
- チェイサーズ（ドギー〈デニス・ホッパー〉）
- チェルシーホテル（ディーン）
- 父の祈りを（チャーリー・バーク）
- チャップリンの替玉（百貨店の店長〈エリック・キャンベル〉[85]）
- チャップリンの伯爵（仕立屋のオーナー〈エリック・キャンベル〉）
- チャップリンの舞台裏（ゴライアス〈エリック・キャンベル〉[86]）
- チャップリンの放浪者（ジプシーの首領〈エリック・キャンベル〉）
- チャップリンの勇敢（町の乱暴者〈エリック・キャンベル〉[87]）
- チャンピオン 明日へのタイトルマッチ（アーティ・コーエン〈マイケル・ラーナー〉、フランク・ブルーノ）
- 調教師（マルコ）
- 沈黙の戦艦（デヴィッド・トレントン国家安全保障問題担当補佐官）※ソフト版、（シャドウ）※テレビ朝日版
- 沈黙の脱獄（マックス・スティーヴンズ〈ケヴィン・タイ〉）
- 沈黙の断崖（ロイド保安官）※テレビ朝日版
- デーモン・ナイト（タッパー保安官）
- ディープ・インパクト（ジェフ・ワース）
- ディープクライシス（サム・リーヴス）
- ディープシャーク（タイラー）
- デイ・アフター 首都水没（ジョンソン）
- ディアボロス/悪魔の扉（ウォルター・クラズナ〈ポール・ベネディクト〉、ドン・キング）※ソフト版
- 帝王伝説（ガス）
- ティファニーで朝食を（シド・アーバック、オショネシー）※ソフト版
- ティン・カップ（アール）※ソフト版
- でっかくなっちゃった赤い子犬 僕はクリフォード（パッカード〈デヴィッド・アラン・グリア〉[88]）
- デッド・オア・アライブ/監獄の街（父親〈ジェームズ・ギャモン〉）
- デッドフォール ※テレビ朝日版
- デッドライン2 爆炎の彼方（サンチャゴ大将）
- 鉄ワン・アンダードッグ（クズ〈ブラッド・ギャレット〉）
- デモリションマン（ヒーリー警部〈スティーブ・カーン〉）※ソフト版、（1996年の隊員、コンピューターの声）※テレビ朝日版
- デュース・ビガロウ、激安ジゴロ!?（ローゼンブラット医師）
- DENGEKI 電撃 ※日本テレビ版
- 天国の口、終りの楽園。（ミゲル・イトゥルビデ〈エミリオ・エチェバリア〉）
- 天才マックスの世界（リトルジーンズ〈クマール・パラーナ〉）
- デンジャラス・プリズン -牢獄の処刑人-（タッグス所長〈ドン・ジョンソン〉）
- 伝説のロックスター再生計画!（ジョナサン・スノー〈コルム・ミーニイ〉）
- 天と地（ラリー〈デイル・ダイ〉）
- デンバーに死す時（ピーシーズ〈クリストファー・ロイド〉）
- テンプテーション（ドギー〈ビル・ナン〉）
- トークショー（ジョニー・カーソン、ルパート・マードック、ジャック・ウェルチ）
- トイ・ソルジャー（ジャック・ソープ）※フジテレビ版
- ドゥ・ザ・ライト・シング（ダー・メイヤー〈オジー・デイヴィス〉）
- 逃亡者（老刑務官〈リチャード・リール〉）※テレビ朝日版
- トゥルーナイト
- トゥルーマン・ショー（バス運転手）※ソフト版
- 遠すぎた橋（フロスト中佐〈アンソニー・ホプキンス〉）※ソフト版
- ドク・ソルジャー/白い戦場（シド・ハンドルマン〈フォレスト・ウィテカー〉）※テレビ東京版
- ドクター・ジャガバンドー（ヘンリー・スピヴィー〈デヴィッド・オグデン・スティアーズ〉）
- トム・グリーンのマネー・クレイジー スットコ大作戦（ワーナー社長〈デニス・ファリーナ〉）
- トム・ソーヤーの大冒険（ドビンズ先生）※ソフト版
- ドラッグストア・カウボーイ（モーテルの支配人）
- トラブル・ファミリー/ぼくの○×絵日記（エミール・バンパス）
- トランスフォーマー/ロストエイジ（映画館オーナー）
- トランスポーター（ミスター・クワイ〈リック・ヤン〉）※テレビ朝日旧録版
- トランボ ハリウッドに最も嫌われた男（フランク・キング〈ジョン・グッドマン〉）
- ドリームガールズ（マーティ・マディソン〈ダニー・グローヴァー〉）
- トルネード 地球崩壊のサイン（ザイツ博士）※テレビ朝日版
- ドロップ・ゾーン（ボビー〈レックス・リン〉、ゴードン・メイプルズ、海軍大佐、売人）※ソフト版、（ジュース）※テレビ朝日版
- NARC ナーク（ミッチェル・チーヴァース警部〈シャイ・マクブライド〉）
- ナチュラル（ポップ・フィッシャー〈ウィルフォード・ブリムリー〉）※ソフト版
- ナバロンの嵐（ウィーヴァー軍曹〈カール・ウェザース〉）※ソフト版
- 肉の鑞人形（ランヴァン警部〈アルド・マサッソ〉）
- 2001人の狂宴（アッカーマン教授〈ピーター・ストーメア〉）
- 2012（ハリー・ヘルムズリー）
- 2048（ジョン〈ジェームズ・ブローリン〉）
- ネゴシエーター（サム・バファート警部補〈アート・エヴァンス〉、保釈金の保証人）※ソフト版
- ネバダ・スミス（トム・フィッチ〈カール・マルデン〉）※ソフト版
- ネフュー（トニー・イーガン）
- ノーマンズ・ランド ※テレビ東京版
- 覗く女（レッシャー教授）
- ハーヴィ/裸のウサギを持つ男
- ハート・オブ・ジャスティス（ケニーリー〈ハリス・ユーリン〉）
- ハードジャッカー/標高10,000フィートの死闘!（ジャクソン）※VHS版
- ハード・ターゲット（ランダル・ポー）※フジテレビ版
- バイカーボーイズ（スモーク〈ローレンス・フィッシュバーン〉）
- バガー・ヴァンスの伝説（ナスカルーサ判事〈ピーター・ゲレッティ〉）
- 博士の異常な愛情（タージドソン将軍〈ジョージ・C・スコット〉）※ソフト版
- バスキア（電気技師〈ウィレム・デフォー〉）
- 裸の銃を持つ男（エンリコ・パラッツォ）※テレビ朝日版
- バックトラック（グリーク〈トニー・シリコ〉）
- バックファイヤー!（大物〈テリー・サバラス〉）
- バッドボーイズ（ファーガソン〈ヴィック・マニ〉）※ソフト版
- バットマン & ロビン Mr.フリーズの逆襲（ベイン）※テレビ朝日版
- バッファロー・ガールズ（シッティング・ブル〈ラッセル・ミーンズ〉）※ソフト版
- パトリオット ※ソフト版
- パトロール（ソル）
- バニシング・ポイント 激走2000キロ（プレストン巡査部長〈スティーヴ・レイルズバック〉）
- 花嫁のパパ2（ブルックス医師）
- パリの恋人（神父）※ソフト版
- バンディッツ（ダーレン・ヘッド）※ソフト版
- パンドラ・プロジェクト（エンリケ・グティエレス中佐〈ロバート・ヘジス〉）
- ハンニバル（レナルド・パッツィ〈ジャンカルロ・ジャンニーニ〉）※Netflix版
- バンブルビー（ハンク〈レン・キャリオー〉[89]）
- Be Cool/ビー・クール（スティーヴン・タイラー）
- ビッグ・フィッシュ（カール〈マシュー・マッグローリー〉）※ソフト版
- 否定と肯定（デイヴィッド・アーヴィング〈ティモシー・スポール〉）
- ピノッキオ（奴隷商人、フクロウ医師）
- ビバリーヒルズ・コップ3（スネーク〈ルイス・ロンバルディ〉）※フジテレビ版
- ピュア・デンジャー/追撃（キルジョイ〈アーウィン・キーズ〉）※VHS版
- プーと大人になった僕（ラルフ〈ロジャー・アシュトン＝グリフィス〉[90]）
- ファーザーズ・デイ（カルヴィン）
- ファースト・ワイフ・クラブ（モリス・パックマン医師〈ロブ・ライナー〉、連邦保安官〈J・K・シモンズ〉）
- ファイティング×ガール（アーヴィング・エイブル〈ジョセフ・コーテス〉）
- ファイト・クラブ（スターン刑事）※ソフト版
- ファミリー・ゲーム/双子の天使（ホテルのバーテンダー）
- ファルコン・アロー（トッド元帥）
- フィフス・エレメント（ステダート将軍〈ジョン・ネヴィル〉）※VHS・旧DVD版
- フィラデルフィア（ガーネット裁判長〈チャールズ・ネイピア〉）
- 風雲 ストームライダーズ（獨孤一方〈ン・チーホン〉）
- フェア・ゲーム（ベイカー）
- フェイブルマンズ（ボリス〈ジャド・ハーシュ〉）
- フォー・ウェディング（ギャレス〈サイモン・キャロウ〉）
- フォートレス（マドックス〈ヴァーノン・ウェルズ〉）※日本テレビ版
- フォレスト・ガンプ/一期一会（医者、ウォレス知事、ジョンソン大統領）※ソフト版
- 復讐の処刑コップ（アンソニー・バーチ、ベネット捜査官）※VHS版
- 不思議の国のアリス（セイウチ〈ピーター・ユスティノフ〉、ニセ海亀〈ジーン・ワイルダー〉）
- プライド 栄光への絆（L・V・マイルズ）
- プライベート・ライアン（ウィリアム・ヒル軍曹〈ポール・ジアマッティ〉、大尉〈デヴィッド・ウォール〉）※ソフト版
- ブラス!（アーニー）
- ブラック&ホワイト（チャーリー・サンダース）
- ブラック・ウィドウ（ドレイコフ〈レイ・ウィンストン〉[91]）
- ブラック・スネーク・モーン（R.L）
- ブラック・ラン（保安官〈レックス・リン〉）
- ブラッド（ハリソン）
- ブラッド・ダイヤモンド（ポイズン大尉〈デヴィッド・ヘアウッド〉）
- PLANET OF THE APES/猿の惑星（リンボー〈ポール・ジアマッティ〉）※機内上映版
- プランケット&マクレーン（ハリソン）
- フリーダム・ライターズ（カール・コーン〈ロバート・ウィズダム〉）
- 不倫の残り香（バイロン・ブレイズ〈ジョージ・ディセンゾ〉）
- フル・ブラント（ジュリアン・デサント）
- フルメタルポイント（サンディ）
- ブルワース（ラリー・キング）
- ブレーキ・ダウン（アル〈リッチ・ブリンクリー〉）※ソフト版
- ブレイキング・コップス（ル・ブフ警部、アルブスト）
- ブレイド2（ダマスキノス〈トーマス・クレッチマン〉）※ソフト版
- ブレイブハート（行政官〈マルコム・ティアニー〉）※ソフト版
- フレッチ登場!/5つの顔を持つ男（ベン・ドーヴァー）※DVD版
- フレディVSジェイソン（ウィリアム保安官〈ゲイリー・チョーク〉）※ソフト版
- プレデター2（ゴールド・トゥース）※テレビ朝日版
- ブロークバック・マウンテン（L・D・ニューサム）
- ブロードウェイと銃弾（シェルドン・フレンダー〈ロブ・ライナー〉）
- フローレス（ジョン）
- ブロス リターンズ/やつらはふたたび帰ってくる（アーチャー・ロバーツ神父）
- ペイバック（ヒックス〈ビル・デューク〉）※日本テレビ版
- ペインテッド・デザート タフ劇場版（スカーフェイス〈ロナルド・G・ジョセフ〉）
- ベスト・キッド4（ダニエル・イノウエ上院議員）
- ヘモグロビン（ハンク・ゴードン〈ジョン・ダン＝ヒル〉）
- HELL ヘル（マラカイ）
- ヘルバウンド（ラビ・シンドラー）※VHS版
- ベンジャミン・バトン 数奇な人生（説教師〈ランス・E・ニコルズ〉）
- 変身パワーズ（ファブリッツォ〈ジェームズ・ブローリン〉）
- ボーイズ・オン・ザ・サイド（ジェリー〈ジュード・チコレッラ〉）
- ボーイズ・ドント・クライ（判事）
- ホーカス ポーカス（サッカリーの父）
- ホーム・アローン2（ジョニー）※テレビ朝日版
- ホーム・アローン3（警官）※フジテレビ版
- ポーリー（イグナシオ〈チーチ・マリン〉）
- ホーリーマン（ジェームス・ブラウン）
- ホール・イン・ザ・グラウンド（デズ・ブレイディ〈ジェームズ・コスモ〉）
- ボーン・コレクター（ポーリー・セリート〈エド・オニール〉）※テレビ朝日版
- 星の王子 ニューヨークへ行く ※日本テレビ版
- ホステージ（リドリー〈マイケル・D・ロバーツ〉）※テレビ朝日版
- ホドロフスキーの虹泥棒（ディマ〈オマル・シャリーフ〉）
- ホログラムマン（ワン・アイ）
- マイ・フレンド・メモリー（イギー〈ミートローフ〉）
- マイ・ベイビーズ・ダディ（ヴァージルおじさん〈ジョン・エイモス〉）
- マウス・オブ・マッドネス（サイモン、ポール）
- マキシマム・リスク ※ソフト版
- マグナム（エド〈エド・ローター〉）
- マシーンヘッド （ベック先生）
- マスター・アンド・コマンダー（ジョン・アレン航海長〈ロバート・パフ〉）
- マスター・オブ・リアル・カンフー 大地無限2（ヤン〈ユエ・ハイ〉）※VHS版
- マッド・シティ（ルー・ポッツ〈ロバート・プロスキー〉）※ソフト版、（クリフ・ウィリアムズ〈ビル・ナン〉）※フジテレビ版
- マッドマックス:フュリオサ（リズデール・ペル〈ラッキー・ヒューム〉[92]）
- マトリックス（ドーザー〈レイ・パーカー〉、警部補〈ビル・ヤング〉）※ソフト版
- マトリックス リローデッド（ウェスト評議員〈コーネル・ウェスト〉、ベクター〈ドン・バッテ〉）※フジテレビ版
- マトリックス レボリューションズ（ウェスト評議員〈コーネル・ウェスト〉）※フジテレビ版
- マネー・トレーダー 銀行崩壊（ロン・ベイカー）
- マペットの宝島（ポリー、イージー・ピート）
- マルセイユ・ヴァイス（アイゼンベルグ〈ダニエル・デュヴァル〉、アメデ）
- マルティナは海（マルティナの父）
- マ・レイニーのブラックボトム（カトラー〈コールマン・ドミンゴ〉）
- マンモス（モリソン保安官）
- Mr.ヘルプマン（スチュアートの父〈ハリス・ユーリン〉）
- ミステリー・ツアー（ハンク〈M・C・ゲイニー〉）
- ミュンヘン（フセイン・アル＝シール）
- 未来は今（ゼブロン・カルドーソ〈ノーブル・ウィリンガム〉）※パイオニアLDC版
- ミリオネア（ロージー）
- ムトゥ 踊るマハラジャ（アンバラッタール〈ラーダー・ラヴィ〉[93]）
- 名犬ラッシー（マクタガート）
- Merry Christmas! 〜ロンドンに奇跡を起こした男〜（チャップマン〈イアン・マクニース〉）
- メリー・ポピンズ リターンズ（ミスター・ドース・ジュニア〈ディック・ヴァン・ダイク〉[94]）
- メン・イン・ブラック（レッカー車運転手）※ソフト版
- モータル・コンバット（ボイド）※ケイエスエス版
- もう一度アイ・ラブ・ユー（ダン・ドゥマーロ〈デニス・ファリーナ〉）
- モッド・スクワッド（ハワード〈マイケル・ラーナー〉）
- モブ・ザ・ギャング（マーカス）
- モ'・ベター・ブルース（バタービーン・ジョーンズ）
- モンキー・リーグ/史上最強のルーキー登場（コーチ〈ビル・コッブス〉）
- 野獣教師2（ジョニー・バーティ）
- 野獣特捜隊（ラウ）
- 山猫は眠らない（カシク）※テレビ東京版
- ヤング・ブラッド（プランシェ）
- ユーロトリップ（緑の妖精）
- ユナイテッド -ミュンヘンの悲劇-（マット・バズビー〈ダグレイ・スコット〉）
- 夜の道（ティム）※ソフト版
- 40歳からの家族ケーカク（ラリー〈アルバート・ブルックス〉）
- ライラにお手あげ（ドク〈ジェリー・スティラー〉）
- ラスト・キャッスル（ウォレス）
- ラスト・チャンスをあなたに（アーティ〈エイブ・ヴィゴダ〉）
- ラストデイズ（トーマス）
- ラスト・ボーイスカウト（ベッサロ刑事〈ジョー・サントス〉）※日本テレビ版
- ラッキー・ブレイク（ビリー・モリス）
- ラッシュ/プライドと友情（祖父）
- ラブ・オブ・ザ・ゲーム（フランク・ペリー〈J・K・シモンズ〉）※ソフト版
- ラリー・フリント（モリッシー裁判長〈ラリー・フリント〉、ボブ医師）
- 乱気流/ファイナル・ミッション（マッギー〈ディーン・ノリス〉）※ソフト版
- ランナウェイ・カー（署長）
- リード・マイ・リップス（ルアレール）
- リック（治療師）
- リトルシティ/恋人たちの選択（サム）
- リトル・ビッグ・フィールド（ジョージ・オファレル〈デニス・ファリーナ〉、クリス・バーマン）
- リトル・ブッダ
- リトル・レックス（アイヴァン）
- 隣人（ジミー・シュワルツ）※ソフト版
- ルトガー・ハウアー 処刑脱獄（ミッチェル〈ジョン・ベア・カーティス〉）※VHS版
- ルノワール 陽だまりの裸婦（ピエール＝オーギュスト・ルノワール〈ミシェル・ブーケ〉）
- ルパン三世（アナトリ〈ジェフリー・ジュリアーノ〉）
- ル・ブレ（トルコ）
- ルル・オン・ザ・ブリッジ（ピエール〈ヴィクター・アルゴ〉）
- レイクビュー・テラス 危険な隣人（ハロルド・ベロー〈ロン・グラス〉）
- レインディア・ゲーム（ゾーク〈アイザック・ヘイズ〉）※ソフト版
- レオナルド・ダ・ヴィンチ 美と知の迷宮（ピエトロ・マラーニ）
- レジェンド・オブ・フラッシュ・ファイター 格闘飛龍 方世玉（ロイフー〈チェン・ソンヨン〉）※DVD版
- レスリー・ニールセンの裸の宇宙銃を持つ男（スターク博士〈パトリック・マクニー〉）
- レッド・ウォリアー（ガルダス〈ドスハン・ジョルジャクスィノフ〉）
- レッド・スコルピオン ※日本テレビ版
- レッドストーム（カール・ホフバウアー警部）
- レッド・ドラゴン/新・怒りの鉄拳（リン）※ソフト版
- 恋愛睡眠のすすめ（プシェ氏〈ピエール・ヴァネック〉）
- ロード・オブ・ザ・リング/王の帰還（ゴスモグ〈ローレンス・マコーレ〉）
- ローン・レンジャー（コリンズ〈レオン・リッピー〉）
- ロボコップ3 ※テレビ朝日版、テレビ東京版
- ロミオ+ジュリエット（薬屋〈M・エメット・ウォルシュ〉）※ソフト版、（テッド・モンタギュー〈ブライアン・デネヒー〉）※フジテレビ版
- ワイアット・アープ（アイク・クラントン〈ジェフ・フェイヒー〉、ラリー・ディーガー）※ソフト版
- ワイルド・ウエスタン 荒野の二丁拳銃（ドーリー〈ウィリアム・フォーサイス〉）
- 惑星「犬」。（グレートデーンの側近〈チーチ・マリン〉）
- 101 ※ソフト版
- ワンス・アポン・ア・タイム・イン・チャイナ 天地争覇（李鴻章〈ゴー・ツンジョアン〉）
- ワンス・アポン・ア・タイム・イン・チャイナ 天地覇王（ウォン・ケイイン〈ラウ・シュン〉）
- ワンス・アポン・ア・タイム・イン・チャイナ 天地撃攘（ウォン・ケイイン〈ラウ・シュン〉）
- ワンス・アンド・フォーエバー（タクシー運転手）※フジテレビ版
- ワンダー・ガールズ 東方三侠（警察本部長〈チョン・プイ〉）
- ワンナイト・イン・モンコック（老六〈ラム・シュー〉）
- わんわん!ホーム・アローン2（釣り人）
- わんわん物語（トラスティ）

#### ドラマ
- iCarly（ギビーのおじいさん）
- アグリー・ベティ（チップスガール店長）
- ER緊急救命室
  - シーズン4 第6話「ゼロの地点」（チャタロウスキー）
  - シーズン6 第10話「家族の問題」（デイビス〈トム・ゴッソム・Ｊｒ〉）
  - シーズン13 第19話「家族に事情あり」（ザカール・パパジアン〈ケン・デイヴィシャン〉）
  - シーズン15 第4話「親の教育」（リチャード・ホームズ〈グリン・ターマン〉）
- インディ・ジョーンズ/若き日の大冒険（クー・ウォン）
- ウォーキング・デッド（ジョー）
- 宇宙船レッド・ドワーフ号（ギルバート〈ロバート・アディ〉、アドルフ・ヒトラー〈ケネス・ハドリー〉、スペースギャングキャプテン〈デニス・リル〉、国王〈ブライアン・コックス〉、囚人、宇宙）
- X-ファイル（ボブ・スピッツ）※ソフト版
  - シーズン1 第10話「堕ちた天使」（兵士、無線の声）
  - シーズン1 第23話「ローランド」（ロナルド・サーノウ博士）
  - シーズン1 第24話「三角フラスコ」」（テレンス・ベルーブ博士）
  - シーズン6 第15話「スイートホーム」（TVのナレーション）
  - シーズン6 第16話「絶滅種」（イヤン・デッドアイラー博士〈アンドリュー・ロビンソン〉）
  - シーズン8 第18話「到来」（ボー・テイラー主任〈M・C・ゲイニー〉）
  - Xファイル2016（オールド・マン / 老軍医〈ランス・ハワード〉）
- NCIS: ニューオーリンズ
  - シーズン1 #9（ブリック・マイヤース〈ジェフ・コーバー〉）
  - シーズン2 #22（ブレイク・ジャレット）
  - シーズン4 #17（トム・ドッド）
- エレメンタリー2 ホームズ&ワトソン in NY #11, #13（フランク・ダ・シルヴァ本部長補佐〈ピーター・ゲレッティ〉）
- OZ/オズ（バー・レディング〈アンソニー・チスホルム〉）
- 堕ちた弁護士 -ニック・フォーリン- シーズン2（レッド・ピスカリック〈ディオン・アンダーソン〉）
- 女弁護士ロージー・オニール（ウォルター・コーバッチ〈エドワード・アズナー〉）
- 華麗なるペテン師たち4（アーチー）
- 騎馬警官 シーズン1 #3（ハロルド・ガイガー）
- キャッスル 〜ミステリー作家は事件がお好き シーズン7 #7（ジェームズ・グレイディ〈キース・ザラバッカ〉）
- 恐竜家族
- クッキ 〜菊熙〜（社長）
- クライム・ストーリー（カルロ・マストランジェロ〈スティーヴン・マクハティ〉）
- glee/グリー シーズン5（アンディ・コリンズ〈ビリー・ディー・ウィリアムズ〉）
- クリミナル・マインド FBI行動分析課
  - シーズン1 #8（ヴィンセント・ペロッタ〈パトリック・キルパトリック〉）
  - シーズン3 #20 シーズン4 #1（ブラスティン刑事〈ジャック・マギー〉）
  - シーズン4 #13（ベイツ保安官）
  - シーズン6 #22（保安官〈ジョン・カペロス〉）
  - シーズン7 #10（トニー・コール〈チャールズ・S・ダットン〉）
  - シーズン12 #1（アーサー・エメット〈ロバート・R・シェイファー〉）
- GRIMM/グリム（フレデリック〈ダン・クレーマー〉）
- クレオパトラ2525 ベイリーの逆襲（トックス、ヘルの父）
- ゲーム・オブ・スローンズ（三つ目の鴉〈ストルアン・ロジャー〉）
- 刑事コロンボシリーズ
  - 刑事コロンボ 権力の墓穴（アーティー・ジェサップ）※完全版追加収録部分
  - 新・刑事コロンボ かみさんよ、安からに（ステッドマン医師）
  - 新・刑事コロンボ 死者のギャンブル（ロバートソン警部）
- 刑事スタスキー&ハッチ（ドビー主任）※完全版追加収録部分
- 刑事ナッシュ・ブリッジス（ビッグ・バリー〈クラレンス・クレモンズ〉）
  - シーズン2 #6（エンリコ）、#13（レナー判事）、#14（ラリー〈サギノー・グラント〉）、#15（ジム・パズデン〈ラス・タンブリン〉、ジャック・コンラッド）、#18（ダンラップ校長）、#20・22（ゴードン・ショウ）、#21（ヴィック・ウォルシュ〈エド・オロス〉）
  - シーズン3 #15（デクスター・バードソング〈ラッセル・ミーンズ〉）
- 刑事マルティン・ベック サボイ・ホテルの殺人（バックルンド警部）
- ゴーメンガースト（バーケンティン）
- 孔子（壮年期の子路）
- ゴッドレス -神の消えた町-（フランク・グリフィン〈ジェフ・ダニエルズ〉）
- ザ・クラウン（ウィンストン・チャーチル〈ジョン・リスゴー〉）
- ザット'70sショー（レッド・フォアマン〈カートウッド・スミス〉）
- ザ・パシフィック（パパ・カラマンリス〈トニー・ニコラコプーロス〉）
- ザ・ハンガー シーズン1 #11（パット・フィッシャー）
- ザ・プラクティス ボストン弁護士ファイル（ジョー・ジェイコブス〈ジョン・キャポディス〉）
- ザ・プリテンダー 仮面の逃亡者（アルバート・デインズ）
- サブリナ（ドゥレル〈ペン・ジレット〉）
- THE BRINK/史上最低の作戦（ハサン〈エリック・アヴァリ〉）
- 三国志演義（黄蓋〈呉桂岑〉、阿会喃）
- 三国志 Three Kingdoms（許楮〈グオ・タオ〉）
- CSI:マイアミ（コードリー軍曹〈トニー・トッド〉）
- CSI:科学捜査班（Dr.マーティン・キニー）
- CSI:ニューヨーク8（ヴィンセント・コルシカ判事）
- シークエスト（ノイス提督〈リチャード・ハード〉、シェリー〈チャールズ・サイファース〉）
- SHERLOCK（シャーロック）2（ゲイリー）
- シャーロック・ホームズの冒険
- 射鵰英雄伝（洪七公、陸乗風）
- ジャングル（マンデルソン）
- 主任警部モース（マックス監察医）
- ジョーイ シーズン1 #7（ヴィクトール〈ピーター・ストーメア〉）
- 私立探偵ストライク（トニー・ランドリー〈マーティン・ショウ〉）
- 私立探偵マグナム（ニッキー "ザ・キッド”・デマルコ〈ラリー・マネッティ〉）
- 新スーパーマン（ムーンハウアー〈エリック・アヴァリ〉）
- 新米刑事モース〜オックスフォード事件簿〜（ウォレス・クラーク）
- SCORPION/スコーピオン
  - シーズン3（ブルース〈マックス・ゲイル〉）
  - シーズン4 #21（モーティ）
- スターゲイト SG-1（ジョージ・ハモンド将軍〈ドン・S・デイヴィス〉）
- スターゲイト アトランティス（ジョージ・ハモンド将軍〈ドン・S・デイヴィス〉）
- スタートレック:ディープ・スペース・ナイン シーズン4 #4 （ゴランアガール〈スコット・マクドナルド〉）
- スパイ大作戦未 亡人は二度生まれる ※追加録音分
- スター・ウォーズ:スケルトン・クルー シーズン1 #5 #6
- S.W.A.T.（ダニエル・ハレルソン・シニア〈オッバ・ババチュンド〉）
- ダークエンジェル シーズン1 #7（ジェイク・サンダース少佐）、#9（ゲハート・ブロンク）※ソフト版
- ターザンの大冒険（シバリ）※NHK-BS2版
- チェオクの剣（チョン・ホンドゥ大将〈ヒョン・ソク〉）
- 地上最強の美女たち!チャーリーズ・エンジェル シーズン1 #16（トルチャック）※追加収録部分
- チャームド 〜魔女3姉妹〜（アレック〈マイケル・トルッコ〉、ジャナー、コッブ、マイク）
- CHUCK/チャック（ラングストン・グラハムCIA長官〈トニー・トッド〉）
  - シーズン1 #1（スタンフィールド将軍〈デイル・ダイ〉）
  - シーズン3（オットー〈ウド・キア〉）
- デスパレートな妻たち5（レジー〈ゲイリー・アンソニー・ウィリアムズ〉）
- TVキャスター マーフィー・ブラウン（フィルの店の客〈ウィリアム・フランクファーザー〉）
- デューン/砂の惑星（ウラディミール・ハルコネン男爵〈イアン・マクニース〉）
- 天国の階段（ハン・サンギョ）
- 天才少年ドギー・ハウザー（ブラインド・オーティス・レモン〈ジョー・セネカ〉）
- 24 -TWENTY FOUR- シーズン3（アラン・ミリケン〈アルバート・ホール〉）
- ドクタークイン 大西部の女医物語（オコーナー軍曹〈パトリック・キルパトリック〉）
- Dr.HOUSE（ジョン・ヘンリー・ジャイルズ〈ハリー・J・レニックス〉）
- ドクター・フー（ダーレクの皇帝）
- どこかでなにかがミステリー（ネッド・ベル）
- となりのサインフェルド（ラッシュディー〈トニー・アメンドーラ〉、ロン〈トビン・ベル〉）
- ナース・ジャッキー（ジャクソン）
- PERSON of INTEREST 犯罪予知ユニット（アロンゾ・クイン〈クラーク・ピータース〉）
- ノック! ノック! ようこそベアーハウス（ホッグ先生）
- バーン・ノーティス 元スパイの逆襲（ディエゴ・クルス〈トニー・ペレス〉）
- ハイテク武装車バイパー
  - パイロット版（ニコルズ）
  - シーズン1 #7（ライル・ヒンクル〈ティム・トマーソン〉）
  - シーズン4 #21・22（ノーウッド博士〈ジェイ・ブラゼー〉）
- ハウス・オブ・カード 野望の階段
- パパにはヒ・ミ・ツ シーズン2 #19（ギタリスト）
- パワーレンジャー（博士〈トム・ワイナー〉）
- HAWAII FIVE-0
  - シーズン2（フランク〈ジミー・バフェット〉）
  - シーズン3（ニッキー・デマルコ〈ラリー・マネッティ〉）
- 犯罪捜査官ネイビーファイル
  - シーズン9（テレンズ・マイナーリー〈オジー・デイヴィス〉）
  - シーズン10（ダンビル・モリス〈ジョン・コスラン・Jr.〉）
- フェリシティの青春（エレナの父〈ジョン・コスラン・Jr.〉）
- ふたりは最高!ダーマ&グレッグ
  - シーズン2 #20（アーサー）
  - シーズン4 #13（アンダーソン本部長）
  - シーズン5 #16（タイ・カッブ）
- プッシング・デイジー 恋するパイメーカー（ローリー）
- プライミーバル シーズン3 #7（神父）※NHK版
- ブラック・ミラー4（ラス〈ニコラス・キャンベル〉）
- THE BLACKLIST/ブラックリスト シーズン1 #17（デバロス刑事〈タデウス・ダニエルズ〉）
- FRINGE/フリンジ（サンフォード・ハリス〈マイケル・ガストン〉）
- フレンズ（ドナルド・レッドベター）
- ボーイ・ミーツ・ワールド（トレーナー〈トロイ・エヴァンス〉）
- ポーカー・フェイス シーズン1 #8（アーサー・リプティン〈ニック・ノルティ〉）
- BONES シーズン5 #20（フロイド・バーバー〈ウィリアム・スタンフォード・デイビス〉）
- 冒険野郎マクガイバー（デント）
- DEUCE/ポルノストリート in NY（メルビン・エース〈クラーク・ピーターズ〉）
- ホワイトカラー（フォード〈ビリー・ディー・ウィリアムズ〉）
- マードック・ミステリー 〜刑事マードックの捜査ファイル〜（エドウィン）
- マーベル・シネマティック・ユニバース
  - エージェント・オブ・シールド（ジェイコブス陸軍大将〈グレン・モーシャワー〉）
  - ファルコン&ウィンター・ソルジャー（イザイア・ブラッドリー〈カール・ランブリー〉）
- マペット放送局（ポリー、ネイト・リーキー）
- ミス・マープル 鏡は横にひび割れて（アードウィック・フェン）
- 名探偵ポワロ 満潮に乗って（ジェームス・ポーター少佐）※NHK版
- 名探偵モンク3（デューイ・アルバート〈ジェレミー・ロバーツ〉）
- THE MENTALIST メンタリストの捜査ファイル（ノニー・バッタリア〈ダン・ラウリア〉）
- 木星脱出作戦（ダフィー部長〈スティーブ・ビズリー〉）
- モビー・ディック（スタッブ〈ヒュー・キース・バーン〉）
- ヤング・スーパーマン（フランクリン・スターン）
- ヤングライダーズ シーズン1 #13（オーティス）、#22（バーケット）
- 愉快なシーバー家 シーズン1 #21（ジェリー〈ジョン・ラモッタ〉）
- ラスト・キングダム（バレダー王〈ポール・リッター〉）
- リゾーリ&アイルズ5（リック・サリバン〈マイケル・マグレイディ〉、ヘンリー・“ブレイド”・ヴァレンホースト）
- リミットレス（ケネス・ポールソン〈ジェームズ・マクダニエル〉）
- レモニー・スニケットの世にも不幸なできごと（サー〈ドン・ジョンソン〉）
- LAW & ORDER:性犯罪特捜班（ドナルド・クレイゲン〈ダン・フロレク〉）
- ロズウェル - 星の恋人たち（ジョン・ビリングズリー）
- LEFTOVERS/ファイナル（クリス〈デイビット・ガルピリル〉）
- 私はケイトリン（ハスキンス先生）
- 私はラブ・リーガル
  - シーズン2 #5（ヘンリー・ビンガム〈カート・フラー〉）
  - シーズン6 フィナーレ #9（ジョージ・ブランド〈ギル・ジェラード〉）
- ワンス・アポン・ア・タイム（モーリス卿〈エリック・キンリーサイド〉）

#### アニメ
- アイス・エイジ クリスマス（サンタクロース）
- アダムス・ファミリー（祖父フランプ[95]）
- おかしなガムボール（ゲイロード・ロビンソン）
- おくびょうなカーレッジくん（ヴィンダルー医師、将軍、ル・クアック）
- おさるのジョージ（ピスゲッティ）
- ガミー・ベアの冒険（衛兵、ベルモス、増[96]）
- カウ&チキン（泥水・ジョンソン）
- カーズ・オン・ザ・ロード（ルイジ）
- キム・ポッシブル（モーター・エド）
- キャスパー（ファッツォ）※VHS版
- キング・オブ・ザ・ヒル
- くまのパディントン（グルーバーさん）
- クワック・パック（フリント・スティール / ウィーグル・マイヤー、ストーム船長）
- シュレック3（フック船長）
- シルベスター&トゥイーティー ミステリー
- 劇場版ミッフィー どうぶつえんで宝さがし（園長さん[97]）
- ザ・カップヘッド・ショウ!（ケトルじいさん[98]）
- ザ・シンプソンズ（本物のシーモア・スキナー、アイソトープスのオーナー）
- ザ・ペンギンズ from マダガスカル（モーリス[99]、ロイ、局員X、怪盗ブリック 他）
- 少年マイロの火星冒険記3D
- スーパーマン（ハードキャッスル将軍）
- スター・ウォーズシリーズ
  - スター・ウォーズ ドロイドの大冒険（パッチ・ガンダリアン）※DVD版
  - スター・ウォーズ/クローン・ウォーズ（ガー・ナクト）
- スタービーム（グランプス）
- ターザン（雄ゾウ）
- タンタンの冒険
- デクスターズラボ（クーシー）
- トムとジェリー（スパイク、ブッチ〈初代〉、アヒルのヘンリー、マウス教授）
  - トムとジェリーの大冒険（路地の猫たち）
  - トムとジェリーのくるみ割り人形（猫の王様）
  - トムとジェリー 夢のチョコレート工場（ジョーおじいちゃん）
- トランスフォーマー ザ・リバース（パンチ[100]、デュロス[100]、ザラク[100]）
- トレジャー・プラネット
- トロールズ ミュージック★パワー（クインシー王[101]）
- ドンキーコング（キャプテンスカービィー）
- バイオニクル2 メトロ・ヌイの伝説（クレッカ）
- バットマン（ルパート・ソーン〈2代目〉、警備員）
- バットマン/マスク・オブ・ファンタズム（バズ・ブロンスキー）
- バットマン:ブレイブ&ボールド（ウォン・フェイ）
- ピーター・パン2 ネバーランドの秘密
- ビー・ムービー（デュカ）
- ビリー&マンディ（モーグ）
- プーさんといっしょ（ビーバー）
- ふしぎの国のアリス（ドードー鳥）※ソフト版追加収録部分
- 冬のソナタ アニメ版（祖父）
- ブレイベスト・ウォリアーズ（インポッシベア[102]）
- ブルー 初めての空へ（ラファエル）
- マイリトルポニー〜トモダチは魔法〜（ガラガラシャイ）
- ミュータント タートルズ（モザー司令官）
- ムーラン
- モンキーマジック（爺）
- モンスターズ・パーティ（ドン・カールトン）
- モンスターズ・ユニバーシティ（ドン・カールトン）
- リトル・バットマン クリスマスの大冒険（アルフレッド・ペニーワース）
- リトルフットシリーズ（セラのパパ）
- リメンバー・ミー（チチャロン）
- リロ&スティッチ（フラダンスの先生）
- ルビー・グルーム（スケリティ）
- RWBY（ピエトロ・ポレンディーナ）

#### テレビ番組
- ホテル・ヘル2 熱血!再生プロジェクト（リチャード・デーヴィス）

### ラジオドラマ
- ブースト・オン・ザ・ラジオ内「Inclusion〜インクルージョン〜」（先生）

### 特撮
- 手裏剣戦隊ニンニンジャー（2015年、妖怪ウミボウズの声）

### ボイスオーバー
- エリザベス女王の60年（2012年3月13日、NHK-BSプレミアム）
- これでわかった! 世界のいま（NHK総合） - Mr.シップの声
- CIA・秘められた真実（BSプライムタイム）
- 知ってるつもり?!「アドルフ・アイヒマン」（日本テレビ） - ヴィルヘルム・ヘットル少佐の声
- 地球ドラマチック（NHK教育）
  - 「何が恐竜を殺したか?」（2004年）
  - 「進化の秘密 第1回 私たちの過去」（2005年）
- ハイビジョン特集 フロンティア（NHK-BSプレミアム） - 映像の旅人
- BS世界のドキュメンタリー（NHK-BS1）
- BS歴史館「側近がみた独裁者ヒトラー」（NHK-BSプレミアム）

### ナレーション
- 京都芸術劇場舞台芸術研究センター「エドワード・サイード OUT OF PLACE」（2006年）
- HAM〜チンパンジー宇宙飛行士の物語〜（2011年、NHK-BSプレミアム）
- BS世界のドキュメンタリー（NHK-BS1）
- バナナマン日村の世界せっかち王〜24時間じゃ足りない人たち〜（2020年3月22日、TVQ九州放送・テレビ東京系）
- あなたの代わりに見てきます!リア突WEST.（2020年10月3日 - 、朝日放送テレビ）[103]

### 舞台
- 劇団21世紀FOX第52回公演「碧い彗星の一夜」（2003年）
- 声優口演ライブinしたコメ2013（2013年）
- バンタムクラスステージ東京本拠地第二弾公演「Jack moment.」（2014年）

### テレビドラマ
- 新・海峡物語（1981年、テレビ朝日）
- ゴールデンワイド劇場 / 終りに見た街（1982年、テレビ朝日）
- 連続テレビ小説（NHK）
  - おしん（1983年）
  - てるてる家族（2003年） - 刑事 ※方言指導も担当
- 早春スケッチブック 第9話（1983年、フジテレビ）
- 大河ドラマ 山河燃ゆ（1984年、NHK） - 山下
- 昨日、悲別で（1984年、日本テレビ）
- 特命刑事ザ・コップ 最終回「マリアなぜ死んだ!」（1985年、朝日放送/テレキャスト） - 旭星会・会長ボディーガード
- ザ・ハングマンV 第1話 「主婦がパートでハングマン!?」（1986年、テレビ朝日） - 伊藤茂樹
- 愛の嵐（1986年、泉放送制作/東海テレビ）- 小作人　※宝亀克朗 名義
- 火曜サスペンス劇場 / 弁護士・高林鮎子（1989年、日本テレビ）

### 映画
- 坂道のアポロン（2018年） - 外人バーのマスター ※佐世保弁の方言指導も担当

### Vシネマ
- 修羅のみちシリーズ（2001年 - 2005年、ナック） - ナレーション

### ラジオ
- 鈴木みのるのマンガ王にオレはなる!（2017年12月20日、ゲスト）

### 音楽CD
- ワンピース ニッポン縦断! 47クルーズCD at 沖縄 ジンベエ

### その他コンテンツ
- 富士急ハイランド
  - GUNDAM THE RIDE（アダム・スティングレイ）
- 東京ディズニーリゾート
  - 東京ディズニーランド
    - スター・ツアーズ:ザ・アドベンチャーズ・コンティニュー（ストームトルーパー）
    - 美女と野獣“魔法のものがたり”（シェフ・ブーシュ）

  - 東京ディズニーシー
    - インディ・ジョーンズ・アドベンチャー：クリスタルスカルの魔宮（パコ）
- ノベルアプリ『RENT HEAD』（蜜原六角[104]）
- BeeTV グラップラー刃牙（本部以蔵）

### シリーズ一覧
1. ↑  第1期（1997年）、第2期『グランダー武蔵RV』（1998年）
2. ↑  第1期『first season』（1999年）、第2期『second season』（2003年）
3. ↑  第3期『A』（2002年）、第4期『X』（2004年）
4. ↑  第1期（2006年 - 2007年）、第2期『R2』（2008年）
5. ↑  第1期（2006年）、第3期『III-FINAL-』（2011年 - 2012年）
6. ↑  第1期（2006年）、第2期『解』（2007年）
7. ↑  第4期『REVOLUTION』（2008年）、第5期『EVOLUTION-R』（2009年）
8. ↑  テレビシリーズ（2008年 - ）、特別編『“3D2Y”』（2014年）、特別編『エピソードオブサボ』（2015年）
9. ↑  第1期（2012年）、第2期『PERFECT ORDER』（2012年）
10. ↑  第1期（2013年）、第2期『はたらく魔王さま!!』1st Season（2022年）、第2期『はたらく魔王さま!!』2nd Season（2023年）
11. ↑  第1期（2019年）、第2期『弐ノ章』（2020年）、第3期『参ノ章』第1クール（2025年）
12. ↑  『業』（2020年 - 2021年）、続編『卒』（2021年）
13. ↑  第1期（2024年）、第2期（2024年）
14. ↑  『Ⅶ』[56]（2009年）、『Ⅷ』[57]（2011年）
15. ↑  『Vol.1 再誕』『Vol.2 君想フ声』（2006年）、『Vol.3 歩くような速さで』（2007年）
16. ↑  『SPIRITS』（2007年）、『WARS』（2009年）、『WORLD』（2011年）、『OVER WORLD』（2012年）、『GENESIS』（2016年）
17. ↑  『エクストリームバーサス』（2010年）、『フルブースト』（2012年）、『マキシブースト』（2014年）、『フォース』（2015年）、『マキシブースト ON』（2016年）
18. ↑  『ドラゴンボールヒーローズ』、『ドラゴンボールヒーローズ アルティメットミッション』シリーズ（第1作、2、X）、『スーパードラゴンボールヒーローズ』
19. ↑  『海賊無双』（2012年）、『海賊無双2』（2013年）、『海賊無双3』（2015年）、『海賊無双4』（2020年）
20. ↑  『エクストリームバーサス2』（2018年）、『クロスブースト』（2021年）、『オーバーブースト』（2023年）、『インフィニットブースト』（2025年）